# دافي فرنسيس
دافي فرنسيس (بالإنجليزية: Davy Francis)‏ هو رسام كارتون ورسام توضيحي بريطاني، ولد في 14 مارس 1958.